# Miranda (Mato Grosso do Sul)
Miranda é um município brasileiro do estado de Mato Grosso do Sul, região Centro-Oeste.

## Economia

### Centro de zona B
Miranda, com mais de 25 mil habitantes e 1 relacionamento direto, é um Centro de Zona B. Nível formado por cidades de menor porte e com atuação restrita à sua área imediata; exercem funções de gestão elementares. Miranda é uma das 364 cidades no Brasil com a classificação Centro de Zona B.

## Urbanização

### Transporte

#### Ferroviário
Miranda é atravessada pela Estrada de Ferro Noroeste do Brasil, sob concessão da Rumo Logística. Possui um terminal ferroviário de passageiros, que fazia a ligação da cidade com o resto do estado e com o sudeste do país e hoje encontra-se desativado. Foi atendida pela Rede Ferroviária Federal (RFFSA), responsável pelos serviços de passageiros de longo percurso, do qual interligava às seguintes cidades:
- Campo Grande
- Aquidauana
- Corumbá
- Ladário
- Terenos
- Água Clara
- Três Lagoas
- Andradina
- Araçatuba
- Bauru